# II Zbór Kościoła Chrześcijan Dnia Sobotniego w Bielsku-Białej
II Zbór Kościoła Chrześcijan Dnia Sobotniego w Bielsku-Białej – nieistniejący zbór chrześcijan dnia sobotniego w Bielsku-Białej, z siedzibą przy ul. Smolnej 19.